# Bibliotheca Dracula
Die Bibliotheca Dracula war eine zwischen 1969 und 1974 erschienene Buchreihe des Hanser Verlages. Sie umfasste 14 Bände und wurde von den Herausgebern Michael Krüger und Dieter Sturm betreut. Ähnlich wie die Bibliothek des Hauses Usher trug sie dazu bei, phantastische Literatur im deutschen Sprachraum zu popularisieren.
Die einzelnen Bände erschienen in einer bibliophilen Aufmachung von Uwe Bremer mit auffälligen Schutzumschlägen, dem Bild eines  Vampirs auf dem Bucheinband und weiteren grotesk-unheimlichen Bildern. 

## Inhalt und Einzelheiten
Bis auf den Franzosen Gaston Leroux, dessen Roman Phantom der Oper vertreten war, präsentierte die Reihe vor allem englischsprachige Schriftsteller, von denen einige zum ersten Mal in deutscher Sprache oder neuen Übersetzungen vorgestellt wurden. Hierzu zählt z. B. Charles Robert Maturins einflussreicher Schauerroman Melmoth der Wanderer, der von Friedrich Polakovics übertragen wurde. 
Weitere Autoren waren Charles Brockden Brown (Wieland oder die Verwandlung), Joseph Sheridan Le Fanu (Onkel Silas), Matthew Gregory Lewis (Der Mönch), Ann Radcliffe (Der Italiener), Robert Louis Stevenson (Die falsche Kiste, von Lloyd Osbourne ergänzt), Mary Shelley (Frankenstein)  und Bram Stoker, der mit seinem Roman Dracula als Namensgeber der Reihe und mit dem Erzählungsband Im Haus des Grafen Dracula als einziger mit zwei Werken vertreten war.
Neben dieser Auswahl erschienen vier Anthologien zu unterschiedlichen Motiven der Phantastik: Von denen Vampiren und Menschensaugern, Schwarze Messen, Künstliche Menschen (siehe auch Homunculus) sowie Von Werwölfen und anderen Tiermenschen. 
Die Vampir-Anthologie, die für Rein A. Zondergeld die wichtigste der vier Sammlungen ist, gliedert sich in Dichtungen, Dokumente sowie einen historischen und literarischen Bericht, der erste von Klaus Völker, der zweite von Dieter Sturm. Am Ende des Bandes listet eine bis 1967 reichende Filmographie die wichtigsten Vampirfilme auf. Die Dichtungen beginnen mit der Braut von Amphipolis von Phlegon von Tralleis, ein Text, den Goethe in seiner ebenfalls ausgewählten Ballade Die Braut von Korinth verarbeitete, gehen weiter mit Prosa von Nikolai Gogol und Alexei Konstantinowitsch Tolstoi und enden mit Lyrik von Stefan George, Gertrud Kolmar und Ingeborg Bachmann. Der zweite Teil mit ausgewählten Dokumenten reicht von den Tischreden Martin Luthers und Martin Behms über Berichte des Grafen zum Stein (Dialog über das Schmatzen der Todten) bis zu Texten von Voltaire.
Die in der Reihe erschienenen Titel sind (alphabetisch nach Autoren):
- Charles Brockden Brown: Wieland oder Die Verwandlung. Roman Aus dem Amerikanischen von Friedrich Polakovics. Mit einem Nachwort von Norbert Miller. 1973.
- Ulrich K. Dreikandt: Schwarze Messen : Dichtungen und Dokumente. 1970.
- Joseph Sheridan Le Fanu: Onkel Silas oder Das verhängnisvolle Erbe. Mit einem Nachwort von Norbert Miller. Nach der englischen Ausgabe von 1865 übersetzt von Michael Krüger. 1972.
- Gaston Leroux: Das Phantom der Oper. Roman. Aus dem Französischen von Johannes Piron. Mit einem Nachwort von Richard Alewyn. 1968.
- Matthew Gregory Lewis: Der Mönch. Roman. Aus dem Englischen von Friedrich Polakovics. Nachwort von Mario Praz. 1971.
- Charles Robert Maturin: Melmoth der Wanderer. Roman. Aus dem Englischen von Friedrich Polakovics. Nachwort von Dieter Sturm. 1969.
- Ann Radcliffe: Der Italiäner oder Der Beichtstuhl der schwarzen Büßermönche. Roman. Aus dem Englischen von Friedrich Polakovics. Nachwort von Norbert Miller. 1973.
- Mary Wollstonecraft Shelley: Frankenstein. Roman. Aus dem Englischen von Friedrich Polakovics. Nachwort von Hermann Ebeling. 1970.
- Robert Louis Stevenson, Lloyd Osbourne: Die falsche Kiste. Roman Aus dem Englischen von Annemarie und Roland U. Pestalozzi. Nachwort von Norbert Miller. 1969.
- Bram Stoker: Dracula : Ein Vampirroman. Vollständige Übersetzung des Textes der Ausgabe von 1897 von Stasi Kull. 1967.
- Bram Stoker: Im Haus des Grafen Dracula. Erzählungen. Aus dem Englischen von Burkhart Kroeber u. a. Auswahl und Zusammenstellung Michael Krüger. 1974.
- Dieter Sturm, Klaus Völker (Hrsg.): Von denen Vampiren oder Menschensaugern : Dichtungen und Dokumente. 1968.
- Klaus Völker (Hrsg.): Künstliche Menschen : Dichtungen u. Dokumente über Golems, Homunculi, Androiden und liebende Statuen. 1971.
- Klaus Völker (Hrsg.): Von Werwölfen und anderen Tiermenschen : Dichtungen und Dokumente. 1972.